# Scorpio (film)
Pour les articles homonymes, voir Scorpio.
Pour plus de détails, voir Fiche technique et Distribution.
Scorpio est un film d'espionnage américain réalisé par Michael Winner, sorti en 1973.
Le film suit un agent de la CIA qui est soupçonné d'être un agent double au profit du KGB.

## Synopsis
Cross travaille depuis des années pour la CIA. Il est l'un des rares espions à avoir déjoué tous les pièges de la guerre froide. Durant ses récentes années de service, il a tout appris à son jeune collègue français, Jean Laurier : Cross enseigne à son poulain  de se protéger autant des patrons – ceux qui l'emploient –  que de ses adversaires, de ne jamais faire confiance à qui que ce soit, ainsi que la façon de s’en sortir propre dans toutes les circonstances.
Depuis peu, Cross constate que sa hiérarchie se montre particulièrement distante. Il constate bien vite que ses supérieurs ont décidé de le neutraliser. En effet, le patron de la CIA, McLeod, soupçonne Cross de trahison, comme agent double, au profit de l'Union soviétique.
L'occasion de se servir de Laurier, pris dans un trafic de stupéfiant monté par la CIA, permet de suivre la trace de Cross réfugié à Vienne. Laurier qui aimerait justement être enrôlé dans les rangs de l'agence d'espionnage américaine, accepte de trahir son ex-mentor. Cependant, en agent expérimenté, Cross réussit toujours à déjouer les multiples pièges ; aidé dans sa fuite par son allié russe Zharkov.
Néanmoins, au cours d'une tentative d'effraction du domicile de Sarah, les agents de la CIA la tuent. Cross n'a alors plus qu'une idée en tête, retourner en Amérique pour venger le meurtre de sa femme, toujours protégé dans sa fuite par Zharkov. Pour lui, le responsable est McLeod. Grâce à un stratagème monté avec les gens du milieu, Cross élimine McLeod. Mais, du coup, sa tête est mise à prix ; coûte que coûte, Filchock (J.D. Cannon), le nouveau directeur en remplacement de McLeod, est persuadé, grâce à des preuves tangibles, de la trahison de Cross au profit de l'étranger et somme Laurier de le tuer. Laurier découvre alors que sa petite amie Susan agit comme messagère de Cross.
Il les surprend ensemble et abat Susan de sang–froid, Cross tente d'expliquer son erreur de jugement à Laurier, de lui transmettre les derniers conseils de sagesse d'un ex-agent : c'est en vain car Laurier le tue sans remords avant lui-même d'être éliminé par ses commanditaires.

## Fiche technique
- Titre : Scorpio
- Réalisation : Michael Winner
- Scénario : David W. Rintels & Gerald Wilson
- Musique : Jerry Fielding
- Photographie : Robert Paynter
- Montage : Michael Winner & Frederick Wilson
- Production : Walter Mirisch
- Sociétés de production : The Mirisch Corporation & Scimitar Films
- Société de production : United Artists
- Pays :  États-Unis
- Langue : Anglais
- Format : Couleur - Mono - 35 mm - 1.85:1
- Genre : Thriller, Espionnage
- Durée : 114 min

## Distribution
- Burt Lancaster (VF : Claude Bertrand) : Cross
- Alain Delon (VF : Lui-même) : Jean Laurier dit Scorpio
- Paul Scofield (VF : Raoul Guillet) : Zharkov
- John Colicos (VF : François Chaumette) : McLeod
- Gayle Hunnicutt (VF : Michèle Bardollet) : Susan
- J.D. Cannon (VF : Jacques Berthier) : Filchock
- Joanne Linville (VF : Jacqueline Porel) : Sarah
- Mel Stewart (VF : Bachir Touré) : Pick
- Vladek Sheybal (VF : Gérard Hernandez) : Zemetkin
- Mary Maude (VF : Jocelyne Darche) : Anne
- Jack Colvin : Voleur
- James Sikking : Harris
- Burke Byrnes : Morrison
- William Smithers (VF : Jacques Thébault) : Mitchell
- Shmuel Rodensky (VF : Yves Barsacq) : Lang
- Howard Morton (VF : Jean Berger) : Heck Thomas
- Celeste Yarnall (VF : Jeanine Freson) : Helen Thomas
- Sandor Elès : Malkin
- Frederick Jaeger (VF : Albert Augier) : Novins
- George Mikell : Dor
- Robert Emhardt : Homme dans l'hôtel
- Richard Stapley : Agent tué par Zharkov en voiture

## Autour du film
Burt Lancaster retrouve Alain Delon après Le Guépard, sorti en 1963.